# Assassin’s Creed Valhalla
Assassin’s Creed Valhalla ist ein von Ubisoft Montreal entwickeltes Action-Adventure-Videospiel, das von Ubisoft verlegt wird. Es ist der zwölfte Teil der Hauptserie von Assassin’s Creed und der Nachfolger des 2018 erschienenen Assassin’s Creed Odyssey. Die Handlung ist in der historischen Fiktion mit tatsächlichen historischen Gegebenheiten angesiedelt und spielt im Setting der Wikinger. Das Spiel erschien am 10. November 2020.

## Gameplay
Assassin's Creed Valhalla ist ein Open-World-Action-Adventure-Spiel, das sich aus mehreren Haupt-Story-Quests und zahlreichen optionalen Nebenmissionen zusammensetzt. Der Spieler schlüpft in die Rolle von Eivor (/ˈeɪvɔːr/), einem Wikinger-Räuber, der seine Wikinger-Kollegen gegen die angelsächsischen Königreiche anführt. Der Spieler hat die Wahl, Eivor entweder als Mann oder als Frau zu spielen und kann Eivors Haare, Kriegsbemalung, Kleidung, Rüstung und Tätowierungen individuell gestalten. Die Vielfalt der Waffen, die dem Spieler zur Verfügung stehen, wurde um Waffen wie Dreschflegel und Großschwert erweitert. Der Kampf wurde dahingehend geändert, dass fast jede Waffe, einschließlich der Schilde, doppelt geführt werden kann, und jedes Stück Ausrüstung, das der Spieler einsammelt, ist einzigartig. Die Adlerblick-Mechanik aus früheren Titeln ist in Form von „Odin Sight“ zurückgekehrt. Das Begleitertier des Spielers ist ein Rabe namens Synin (altnordisch für „Einsicht“) und kann dazu verwendet werden, die nahegelegenen Gebiete auszukundschaften, ähnlich wie es frühere Vogelbegleiter in Origins und Odyssey getan hatten, um Feinde und Aspekte der Spielwelt aus der Ferne zu identifizieren, bevor Eivor in den Kampf zieht. Die Stealth-Aspekte werden sowohl beim Durchqueren der Spielwelt als auch im Kampf stärker in den Vordergrund rücken. Das Konzept der „sozialen Tarnung“ aus früheren Spielen von Assassin’s Creed wird wieder genutzt: Eivor kann sich vor Feinden nicht nur in stationären Umgebungsobjekten verstecken, sondern auch seine Kapuze herunterziehen und in bestimmte Menschenmengen schlüpfen, um sie als Deckung zu benutzen. Eivor kann den Tod vortäuschen, seinen Raben benutzen, um die Wachen abzulenken und auf eine versteckte Klinge zugreifen, um fast augenblicklich ein Attentat zu verüben. Die wichtigsten Boss-Charaktere des Spiels haben alle einen Weg durch Annäherung, Taktik und Waffenauswahl, um durch einen einzigen Angriff ermordet zu werden, können aber dennoch auf zahlreichen anderen Wegen besiegt werden.
Valhalla hat eine ähnliche Struktur von Hauptmissionen und einer Reihe von optionalen Nebenmissionen wie seine Vorgänger. Während sich die Haupthandlung in früheren Assassin's-Creed-Spielen in der Regel linear durch die Hauptabschnitte der Spielwelt bewegte, kehrt der Spieler in Valhalla oft in die Hauptsiedlung und in zuvor besuchte Gebiete zurück, da Informationen über die neuen Gebiete Englands („Englaland“) von den Wikingern durch Erkundung oder durch Kontakte erlangt werden. Nicht alle Missionen erfordern gewalttätige Ziele, einige lassen sich auch mit diplomatischen Mitteln lösen. Die Entscheidungen der Spieler durch Konversation oder Spieloptionen beeinflussen die Charaktere und ihre politischen Allianzen mit anderen Nicht-Spieler-Charakteren. Das Spiel stützt sich weniger auf ein traditionelles Nivellierungssystem und konzentriert sich stattdessen mehr auf die Auswahl von Fertigkeiten durch Fertigkeitsbäumen, die vom Spieler ausgewählt werden, wenn Eivor im Spiel voranschreitet. Der Schwierigkeitsgrad der Feinde wird auf der Grundlage der Fähigkeiten des Spielers bewertet.
Wie bei den vorherigen Spielen der Serie ist auch bei Valhalla ein narratives Setting in der heutigen Zeit zu finden. Diese Handlung folgt Layla Hassan, einer Figur aus Origins und Odyssee. Valhalla enthält auch Story-Elemente, die sich auf die Isu beziehen, die als Teil der Überlieferung der Assassin's-Creed-Reihe eine fortschrittliche Zivilisation sind, die vor der Menschheit existiert.
Das Entwicklungsteam wollte in Valhalla eine breitere Palette feindlicher Archetypen einführen als in früheren Assassin's-Creed-Titeln, da es wollte, dass der Spieler auch nach zig Stunden Spielzeit immer wieder von dem Spiel überrascht wird. Feindliche Archetypen werden ihre eigenen Spezialfähigkeiten haben, die sie gegen den Spieler einsetzen können. Der Narrative Director Darby McDevitt sagte, dass das Spiel 25 einzigartige gegnerische Archetypen hat, und jeder „hat eine einzigartige Art, den Spieler herauszufordern“. Einige Feindtypen können miteinander Spezialangriffe koordinieren. Feinde können auch Objekte in der Umgebung zu ihrem Vorteil nutzen. Einige Feinde sind auch in der Lage, sich an die Aktionen und den Kampf des Spielers anzupassen und Wege zur Selbstverteidigung zu finden. Feinde können auch während des Kampfes Persönlichkeit zeigen. Während einige sich von Eivor einschüchtern lassen und defensiver kämpfen, gehen andere vielleicht aggressiver vor.
Eroberungsschlachten, ein Feature, das in Odyssey in die Serie eingeführt wurde, kehren zurück. Sie werden als „Angriffe“ bezeichnet und sehen, wie der Spieler Wikingerarmeen zum Angriff auf Befestigungen führt. Raubzüge sind kleinere Schlachten, bei denen der Spieler eine Raubzuggruppe anführt, um ein Ziel anzugreifen und Ressourcen für seine Siedlung zu sichern. Der Spieler kann eine Schlachtzugsgruppe aufbauen, indem er Nicht-Spieler-Charaktere rekrutiert, die ihm dabei helfen. Der Spieler kann einen Wikinger-Söldner oder Jomswikinger erschaffen, der von anderen Spielern rekrutiert werden kann, um als nicht spielbarer Charakter in diesen Spielen aufzutreten; der Spieler erhält zusätzliche Belohnungen im Spiel für erfolgreiche Missionen, an denen sein Jomsviking teilnimmt.
Das Spiel enthält erneut verschiedene Siedlungen, die seit Assassin’s Creed IV: Black Flag in der Serie fehlten. Bisher boten diese Siedlungen dem Spieler nur passive Spielboni, in Valhalla gewinnen die Siedlungen an Bedeutung. Spielregisseur Ashraf Ismail beschrieb dies so: "[denn] vieles von dem, was Sie in der Spielwelt tun, wird am Ende des Tages in die Siedlung einfließen, damit sie wachsen und gedeihen kann. Quests beginnen und enden in der Siedlung, und der Spieler kann den Bau bestimmter Gebäudetypen steuern, was wiederum Vorteile für das Gameplay mit sich bringt. Um diese Strukturen aufzubauen, muss der Spieler die Wikinger bei Raubzügen anführen, um Ressourcen zu sammeln. Darüber hinaus kann der Spieler diplomatische Hochzeiten schmieden, um Beziehungen zwischen den Clans in der Gemeinschaft herzustellen. Wie bei Odyssey ist der Spieler als Eivor in der Lage, romantische Optionen für Eivor zu erkunden, einschließlich gleichgeschlechtlicher Beziehungen.
Obwohl der Einsatz von Seetransportmitteln zurückgekehrt ist, wurden die Seekämpfe wieder eingestellt. Das Langschiff von Eivor dient bei Raubzügen und bei der Flucht nach Landkämpfen eher als Reisemittel und kann nicht im Kampf mit anderen Marineschiffen eingesetzt werden. Darüber hinaus kann sich der Spieler an einer Vielzahl von Aktivitäten beteiligen, wie z. B. Jagen, Fischen, Schlägereien mit anderen Wikingern, Trink-Wettbewerbe und Flyting-Challenges („Spottstreit“), die Ubisoft als „Viking rap battle(s)“ bezeichnete.

## Synchronisation
Die deutschsprachige Übersetzung und Synchronisation erfolgte durch die mouse-power GmbH unter der Regie von Florian Köhler und Wiebke Westphal.
| Rolle                         | Original Sprecher      | Deutscher Sprecher       |
| ----------------------------- | ---------------------- | ------------------------ |
| Eivor (männlich), Odin, Varin | Magnus Bruun           | Bernd Egger              |
| Eivor (weiblich), Rosta       | Cecilie Stenspil       | Maria Koschny            |
| Ælfred der Große              | Tom Lewis              | Arne Stephan             |
| Basim, Loki                   | Carlo Rota             | Torsten Münchow          |
| Birstan                       | Sam Woolf              | Jaron Löwenberg          |
| Broder                        | Oystein Kanestrom      | Daniel Welbat            |
| Burgred                       | Tim Watson             | Uve Teschner             |
| Ceolbert                      | Luke T. Taylor         | Bastian Sierich          |
| Dag                           | David Menkin           | Romanus Fuhrmann         |
| Freyja                        | Katherine Kingsley     | Daniela Hoffmann         |
| Goodwin                       | Ukweli Roach           | Peter Lontzek            |
| Gunnar                        | Thomas W. Gabrielsson  | Tilo Schmitz             |
| Hjör                          | Gunnar Cauthery        | Bernd Vollbrecht         |
| Holger                        | Simon Stenspil         | Jesco Wirthgen           |
| Hrolf                         | Curtis Legault         | Sebastian Kaufmane       |
| Hunwald                       | Harry McEntire         | Konrad Bösherz           |
| Ivar Ragnarsson               | Eric Johnson           | Thomas Nero Wolff        |
| Kassandra                     | Melissanthi Mahut      | Julia Kaufmann           |
| Layla                         | Chantel Riley          | Antje von der Ahe        |
| Oswald                        | Kyle Gatehouse         | Tobias Diakow            |
| Randvi                        | Kajsa Mohammar         | Daniela Bette-Koch       |
| Sigurd                        | Gudmundur Thorvaldsson | Tino Kießling            |
| Soma                          | Kajsa Mohammar         | Claudia Urbschat-Mingues |
| Stowe                         | Andrew Shaver          | Tommy Morgenstern        |
| Svend                         | Mark Noble             | Jörg Hengstler           |
| Thor                          | Jeppe Beck Laursen     | Thomas Balou Martin      |
| Tove                          | Olivia Le Andersen     | Cornelia Waibel          |
| Ubba Ragnarsson               | Christian Svensson     | Thomas Schmuckert        |
| Valka                         | Svandis Einarsdottir   | Sabine Arnhold           |
| Vili                          | Elliot Cowan           | Peter Flechtner          |
| Yanli                         | Sandra Yi Sencindiver  | Ulrike Stürzbecher       |

## Handlung

Die Bewegung der Great Heathen Army in England im Jahr 865 n. Chr. während der Wikinger-Erweiterung, nahe der Zeit, in der Valhalla stattfindet, und die einige der Königreiche zeigt, die der Spieler im Spiel erkunden kann

Zwei Jahre nach den Ereignissen in Assassin's Creed Odyssey hat eine ungeklärte Verstärkung des Erdmagnetfeldes damit begonnen, Kommunikation und Leben auf dem Planeten negativ zu beeinflussen. Derweil spüren Layla Hassan, Shaun Hastings und Rebecca Crane ein Signal unbekannter Herkunft auf, das neben einer kryptischen Nachricht auch Koordinaten enthält. Diese führt das Assassinen-Team nach Neuengland an die US-amerikanische Ostküste, wo sie das Grab des nordischen Kriegers Eivor Varinsson entdecken. Layla betritt ihren Animus und durchlebt Eivors Erinnerungen, da der Nachricht zufolge sich hier die Lösung zur Abwendung der Apokalypse finden lässt, welche der Welt erneut bevorsteht.
Im Norwegen des 9. Jahrhunderts wird ein junger Eivor Zeuge der Plünderung seines Heimatdorfes durch einen verfeindeten Wikinger-Clan, der vom Kriegsherrn Kjötvi dem Grausamen angeführt wird. Eivors Vater Varin ergibt sich im Austausch für die Sicherheit seines Clans und widersetzt sich der Tradition der Wikinger, ehrenhaft im Kampf zu sterben. Kjötvi tötet Varin und massakriert die Bewohner, wobei Eivor auch seine Mutter verliert. Eivor wird von Sigurd, dem Sohn von König Styrbjörn vom Rabenclan, gerettet, aber während ihrer Flucht von einem Wolf attackiert, was ihm später den Spitznamen „Wolfsmal“ bringt.
Siebzehn Jahre später, im Jahr 873, befindet sich Eivor, der von Styrbjörn adoptiert wurde, auf der Jagd nach Kjötvi, um an ihm Rache zu nehmen. Sein Plan schlägt fehl, aber er findet im feindlichen Lager die Axt seines Vaters. Als Eivor sie an sich nimmt, erlebt er eine kurze Vision des Gottes Odin, was ihn dazu bringt, nach Fornberg, der Heimat des Rabenclans, zurückzukehren und die örtliche Seherin Valka aufzusuchen. Sie gibt Eivor einen Trank, der in ihm eine weitere Vision hervorruft. Diese zeigt, wie Sigurd seinen rechten Arm verliert, bevor er von einem riesigen Wolf verschlungen wird. Valka deutet dies als Vorbote eines zukünftigen Verrats, den Eivor an seinen Adoptivbruder begehen wird.
Am nächsten Tag kehrt Sigurd von einem zweijährigen Raubzug zurück. Er stellt Eivor zwei Männer vor, die er aus Konstantinopel mitgebracht hat, Basim Ibn Ishaq und sein Schüler Haytham, beides Mitglieder der Bruderschaft der „Verborgenen“. Sie überreichen Eivor als Geschenk eine versteckte Klinge und enthüllen, dass sie nach Norwegen gekommen sind, um Kjötvi zu eliminieren, der dem gegnerischen „Orden der Ältesten“ angehören soll. Eivor und Sigurd widersetzen sich Styrbjörns Befehl, einen Krieg zu vermeiden, und bitten König Harald I. um Hilfe. Mit Haralds Verstärkung führt Sigurd einen Angriff auf Kjötvis Festung an, bei dem es Eivor gelingt, Kjötvi zu töten. Nach ihrem Sieg beabsichtigt Harald, alle Wikingerstämme Norwegens unter seiner Herrschaft zu einem einzigen Königreich zu vereinen. Styrbjörn schwört ihm Treue und verärgert dadurch Sigurd, der eigentlich damit rechnete, die Krone zu erben. In Fornberg macht sich unter den Bürgern nun Unmut über Haralds Herrschaft breit. Eivor und Sigurd trommeln daraufhin loyale Mitglieder des Rabenclans, einschließlich Basim und Haytham, zusammen und entscheiden sich gemeinsam dafür, Norwegen zu verlassen, um in England ein eigenes Königreich aufzubauen.
Nach über einer Woche auf See erreichen Eivor und der Rabenclan schließlich England. Sie lassen sich in einem alten Wikinger-Lager bei Leicestershire nieder und gründen hier eine neue Siedlung, welche sie „Hræfnathorp“ (zu Deutsch: Rabendorf) nennen. Eivor wird nun von Sigurd beauftragt, Bündnisse zu schmieden, um den Einfluss des Rabenclans in England zu stärken. Dazu bereist Eivor mit seinen Kriegern die angelsächsischen Königreiche Wessex, Northumbria, East Anglia und Mercia, wo er sich den Streitkräften stellt und mehrere Raub- und Eroberungszüge durchführt. Dabei verbündet sich der Rabenclan mit lokalen Wikingerstämmen und freundlich gesonnenen Sachsen, deren Anführer unter anderem Ivar, Ubba und Halfdan Ragnarsson, Jarl Guthrum und König Ceolwulf II. sind. Durch Eivors und Sigurds Bemühungen wird aus Hræfnathorp mit der Zeit ein aufblühender Ort, der in England Bekanntheit erregt.
Gleichzeitig schließt sich Eivor Basims und Haythams Kampf gegen den Orden der Ältesten an. Nachdem er ihnen geholfen hat, ein Bruderschaftshaus der „Verborgenen“ in Hræfnathorp aufzubauen, bittet Haytham Eivor darum, den Einfluss des Ordens in England zu schwächen, indem er Jagd auf seine Mitglieder macht. Dank einiger Hinweise, unterzeichnet von einem „Armen Mitstreiter Christi“, gelingt es Eivor, mehrere wichtige Ordensmitglieder in London, York und Winchester aufzuspüren und zu eliminieren. Nachfolgend verschlägt es Eivor auch nach Vinland – dem heutigen Nordamerika, wo er Kjötvis Sohn Gorm, ebenfalls ein Ordensmitglied, ausfindig macht und tötet.
In der Zwischenzeit wird Eivor weiterhin von Visionen geplagt. Valka gibt ihm ein neues Elixier, welches ihn in einen Traum versetzt, in der er die mythische Welt Asgard aus Odins Perspektive erlebt. Odin berät sich mit den Nornir, wie er seinen eigenen schicksalhaften Tod durch Ragnarök verhindern kann. Kurz darauf wird Asgard von Eindringlingen aus Jötunheim angegriffen. Nachdem Odin es mit Unterstützung der Asen Thor, Freya und Tyr schaffte, die Angreifer abzuwehren, gerät er in einen Streit mit Loki, da dieser unerlaubt einen Wolfswelpen namens Fenrir gezeugt hatte. Später reist Odin selbst nach Jötunheim in der Hoffnung, dort einen magischen Met zu finden, der dafür sorgen kann, dass seine Seele nach Ragnarök wiedergeboren wird. Nach einigen Hindernissen und harten Prüfungen gelingt es Odin, den Met zu finden, und kehrt nach Asgard zurück. Zusammen mit Tyr stellt er sich nun Fenrir, der inzwischen zu einem riesigen Wolf herangewachsen ist. Nach einem Kampf schafft es Odin, Fenrir brutal zu fesseln, wobei Tyr jedoch durch Odins Verrat einen Arm verliert. Später trinken Odin, Thor, Tyr, Freya und die anderen Asen den magischen Met und geben ihre Seelen an den Weltenbaum Yggdrasil weiter, verbieten aber Loki, an dem Ritual teilzunehmen. Anschließend stellen sie sich gemeinsam Ragnarök.
In der Gegenwart findet Layla heraus, dass es sich bei Eivors Visionen tatsächlich um verzerrte Erinnerungen handelt, die von den Isu während der Großen Katastrophe vor 75.000 Jahren stammen. Sie entdeckt außerdem, dass Loki heimlich Odins Verbot trotzte und es ihm gelang, seine Wiedergeburt zu sichern.
Eines Tages befreien Eivor, Sigurd und Basim eine geheimnisvolle Frau namens Fulke aus einer Abtei in Oxfordshire. Fulke erkennt etwas Besonderes in Sigurd und überzeugt ihn davon, er könnte ein wiedergeborener Gott sein. Mit ihrer Hilfe entdecken sie beim Angriff auf einer sächsischen Festung ein verlorenes Isu-Relikt, den Sagenstein, dessen seltsame Schriftzeichen Sigurd zu Eivors Verwunderung deuten kann. Jedoch wird die Festung von einem Heer umstellt, dessen Anführer König Ælfred von Wessex ist. Daraufhin nimmt Fulke Sigurd in Gewahrsam und enthüllt, dass sie in Wahrheit eine Spionin des Ordens der Ältesten ist. Sie übergibt ihn an Ælfred und lässt Eivor und Basim zurück.
Eivor will seinen Bruder nicht seinem Schicksal überlassen und mit Basims Hilfe folgt er Fulkes Spuren bis nach Canterbury. Dort entdecken sie eine Folterkammer, in welche Fulke Sigurd gefangen hielt und außerdem seinen rechten Arm abschnitt. Basim findet heraus, dass Sigurd anschließend zur Festung Portchester gebracht wurde, wo er weiter gefoltert wird. Daraufhin trommelt Eivor alle Verbündeten, die er bis dahin in England erworben hat, zusammen und startet mit ihnen einen großangelegten Angriff auf Portchester. Inmitten des Gefechts gelingt es Eivor, den schwerverletzten Sigurd aus seiner Gefangenschaft zu befreien. Anschließend tötet er Fulke nach einem Zweikampf.
Wieder daheim in Hræfnathorp feiert der Rabenclan die Rückkehr seines Anführers Sigurd, dieser zeigt sich jedoch völlig verbittert und wie ausgewechselt. Anstatt Eivor gegenüber dankbar zu sein, macht er ihm nur Vorwürfe und offenbart, dass er sein wahres Ich erkannt habe. Durch Fulkes Folter sei der Gott Tyr ihn ihm erweckt worden und er glaubt nun, sein Schicksal zu kennen. Eivor ist verwirrt von Sigurds Worten und fürchtet, sein Bruder ist nicht mehr derjenige, den er einst kannte.
Nach einiger Zeit teilt Sigurd Eivor mit, dass es an der Zeit wäre, ihre letzte gemeinsame Reise anzutreten, um sein Schicksal zu ergründen. Eivor akzeptiert dies, auch wenn er ihn längst nicht mehr versteht. So kehren die beiden Brüder im Jahr 877 nach Norwegen zurück und suchen zuerst König Styrbjörn in Alreksstadir auf, der inzwischen zu einem traurigen Säufer verkommen ist. Sigurd dankt seinem Vater hämisch für seinen damaligen Verrat und verabschiedet sich von ihm. Anschließend segeln er und Eivor zu einem weiter nördlich gelegenen Fjord. An deren Ende führt Sigurd Eivor zu einer verborgenen Tür, in der vor langer Zeit der Sagenstein eingefasst war. Sigurd erzählt, er habe diesen Ort in seinen Visionen während seiner Gefangenschaft gesehen und dass dies der Weg nach Walhall sei. Gemeinsam durchschreiten sie die Tür und gelangen unter die Erde zu einem Isu-Tempel, wo sie eine gigantische Maschine in Form des Baumes Yggdrasil entdecken. Die Brüder verbinden sich mit der Maschine und erwachen in einer Simulation, die tatsächlich Walhall, Odins Halle der gefallenen Krieger, darstellt. Eivor erlebt Sigurd hier wieder voller Lebensfreude, und gemeinsam feiern sie und nehmen an spaßige Schlachten teil. Als Eivor jedoch seinen Vater sieht, der unehrenhaft starb und damit nicht hierhergehören soll, erkennt er, dass alles nur eine Illusion ist. Er überzeugt Sigurd davon und bittet ihn, wieder in die echte Welt zurückzukehren.
Als Eivor sich von der Animus-ähnlichen Maschine befreit, sieht er überrascht Basim vor sich, der Sigurd als Geisel hält. Basim erklärt, dass er falsch lag und nicht nach Sigurd gesucht hat, sondern es die ganze Zeit eigentlich auf Eivor abgesehen hat. Wie es sich herausstellt, sind Eivor und Sigurd tatsächlich Reinkarnationen der Isu Odin und Tyr, genauso wie Basim, der die Reinkarnation von Loki verkörpert. Basim will sich im Hier und Jetzt an Eivor für den Tod seines Sohnes Fenrir rächen, an dem Eivor in seiner Vergangenheit als Odin schuld war. Es kommt zum Zweikampf, bei dem Eivor am Ende mit Sigurds Hilfe Basim gewaltsam an die Yggdrasil-Maschine anschließen kann, so dass dieser außer Gefecht gesetzt ist. Beim anschließenden Gespräch erkennt Sigurd seine Torheit und gibt die Führung des Rabenclans an Eivor ab. Je nachdem, welche Entscheidungen der Spieler im Laufe der Handlung getroffen hat, bleibt Sigurd entweder in Norwegen oder kehrt mit Eivor nach England zurück.
Nach dieser Szene schlussfolgert Laylas Assassinen-Team in der Gegenwart, dass das stärker werdende Erdmagnetfeld eine Folge der Aktivierung des großen Vorläufer-Tempels durch Desmond Miles ist, mit welche er die Welt im Jahr 2012 vor der Zerstörung durch einen Sonnensturm bewahrte. Der Ursprung des Magnetfeldes liegt ganz offensichtlich in der Maschine im norwegischen Tempel, den Eivor und Sigurd damals entdeckt haben. In der Hoffnung, diesen Effekt umkehren zu können, macht sich das Team auf nach Norwegen. Um ihren Körper vor der tödlichen Strahlung im Tempel zu schützen, trägt Layla den Stab des Hermes bei sich, den sie am Ende von Assassin's Creed Odyssey erhielt. Schließlich erreicht sie die Yggdrasil-Maschine und lässt sich mit ihr verbinden. Layla gelangt in eine verzerrte Simulation, wo sie auf Basim trifft, der hier seit über 1000 Jahren gefangen ist. Basim begrüßt sie freundlich und offenbart sich als der Absender der Nachricht, die Layla zu Eivors Grab und damit zum Tempel geführt hat. Er lässt Layla einen Kontrollmechanismus bedienen, wodurch die Yggdrasil-Maschine das Erdmagnetfeld wieder stabilisiert. Die Welt scheint erneut gerettet zu sein.
Basim verschwindet daraufhin in der Simulation, und Layla erblickt vor sich eine Lichtgestalt namens „Der Leser“, eine transzendierte Version von Desmond Miles. Der Leser erklärt, dass er hier die Datenströme dieser Welt liest und damit etwaige Zukunftsszenarien errechnen kann. So sieht er vorher, dass in allen möglichen Zukunftslinien eine weitere Katastrophe bevorsteht. Layla beschließt zu bleiben, um gemeinsam einen Weg zu finden, die nächste Apokalypse gar nicht erst geschehen zu lassen. Da sie den Stab des Hermes fallen gelassen hat und ihr Körper nun der tödlichen Strahlung ausgesetzt ist, gibt es für sie keinen Weg mehr aus der Simulation raus. Unterdessen wird Basim von der Maschine befreit, und durch die Kraft des Eden-Stabs kann sich sein verwester Körper regenerieren. Es wird enthüllt, dass die Isu Aleithia, deren Bewusstsein im Stab enthalten ist, Basims bzw. Lokis Frau ist und beide Laylas Schicksal – und somit seine Befreiung – von Anfang an geplant haben. Basim sagt, Layla habe ihre Rolle als „Erbin der Erinnerungen“ perfekt erfüllt, und entkommt mit dem Stab aus dem Tempel.
Einige Tage später trifft sich Basim mit Shaun und Rebecca in Neuengland und zeigt den beiden eine Nachricht von Layla, in welcher sie mitteilt, dass es ihr gut geht und man bitte nicht nach ihr suchen soll. Shaun und Rebecca misstrauen Basim; dieser gibt aber vor, auf ihrer Seite zu stehen und will sich nun dem Kampf gegen die Templer anschließen. Er bittet darum, William Miles, den derzeitigen Mentor der Assassinen-Bruderschaft, persönlich zu sprechen. Während Shaun und Rebecca sich auf den Weg machen, um William hierher zu holen, geht Basim zu Eivors Grab und spricht seinen Respekt gegenüber seinem einstigen Kontrahenten aus, der ihn tatsächlich zu bezwingen vermochte. Anschließend benutzt er selbst den Animus, um Eivors Erinnerungen zu erforschen.
Nachdem Eivor wieder zurück in England ist, schließen der Rabenclan und seine Verbündeten sich Guthrums Angriff auf Wessex im Jahr 878 an. In der Schlacht von Chippenham schafft es das vereinte Wikingerheer, König Ælfreds angelsächsische Truppen zu besiegen, jedoch unter großen Verlusten. Ælfred hat währenddessen die Flucht ergriffen und bleibt zunächst unauffindbar. Einige Zeit später, als es Eivor gelungen ist, alle verbliebenen Ordensmitglieder bis auf den Anführer zu eliminieren, erhält er eine Nachricht, die ihn zum Dorf Athelney im Süden Englands führt. Dort wird er überraschend von Ælfred begrüßt, der mittlerweile im Exil lebt. Ælfred enthüllt, dass er der Anführer des Ordens der Ältesten ist und außerdem der „Arme Mitstreiter Christi“, von dem Eivor all die Hinweise erhielt. Angewidert von der Ketzerei des Ordens gegen das Christentum, plante Ælfred von Anfang an diese Gruppierung zu vernichten, damit er sie eines Tages durch einen neuen, gottesfürchtigen Orden ersetzen kann. Mit dieser Erkenntnis verschont Eivor Ælfred und kehrt nach Hræfnathorp zurück, wo er als Held gefeiert wird.
Einige Jahre später kommt Eivor zu der Erkenntnis, dass er seine andere Hälfte als Odin nicht für immer unterdrücken kann. Daher fasst er den Entschluss, in ferne Länder zu reisen, um seine Verbindung zu Odin besser zu verstehen. Er lehnt freundlicherweise das Angebot von Haytham ab, den „Verborgenen“ beizutreten, schließt Frieden mit König Ælfred, der wieder seinen Thron zurückerlangt hat, und verabschiedet sich von all seinen Freunden und Verbündeten. Nach einem letzten Gespräch mit Valka bricht Eivor zu seiner Reise in Richtung Westen auf und lässt Hræfnathorp hinter sich.
Durch den Animus beobachtet Basim diese letzten Erinnerungen und erkennt, dass Eivors Verbindung zu Odin anders ist als seine eigene Verbindung zu Loki. Schließlich wird er im Animus von William Miles kontaktiert, der einer gemeinsamen Zusammenarbeit zustimmt, unter der Bedingung, dass er zuerst eine Probe von Basims genetischem Material benötigt, damit die Assassinen auf seine Erinnerungen zugreifen können. Basim akzeptiert dies und lässt sich außerhalb des Animus eine Blutprobe von ihm sequenzieren, wodurch eine Überleitung zum nachfolgenden Spiel Assassin's Creed Mirage geschaffen wird. Zum Schluss beobachtet Basim als Folge des Sickereffekts, wie Eivor seine letzten Jahre in Nordamerika damit verbringt, aus seinen früheren Odin-Erinnerungen einiges über die Isu und die Große Katastrophe zu lernen.

## Hintergrund
Im April 2019 wurde bekannt, dass Ubisoft Montreal unter dem Arbeitstitel Assassin’s Creed Kingdom an einem zwölften Teil der Reihe Assassin’s Creed arbeitet. Dabei sollte sich der zwölfte Teil um die Wikinger drehen, wie aus einem Easter Egg von Ubisoft im Spiel Tom Clancy’s The Division 2 hervorging. Zwischenzeitlich bezogen sich viele Medien auch mit dem vermeintlichen Titel Assassin‘s Creed Ragnarok auf das neue Spiel. Aufgrund der COVID-19-Pandemie wurde die Electronic Entertainment Expo 2020, auf der Ubisoft seine Titel üblicherweise angedacht hat anzukündigen, abgesagt. Am 29. April 2020 gab Ubisoft in einem Livestream bekannt, dass der zwölfte Assassin’s-Creed-Teil den Titel Valhalla tragen wird und bestätigte das Wikinger-Setting. Mit dem Livestream wurde auch ein erster Trailer veröffentlicht.
Entgegen der Aussagen des Entwicklers Ubisoft gibt es bei Assassin’s Creed Valhalla kein natives 4k bei 60 fps über die Xbox Series X.

## Rezeption
Das Spiel erhielt positive wie auch durchschnittliche Kritiken, wobei die Wertungen für die PC- und Xbox-Series-X-Version im Schnitt etwas besser ausfielen, als bei den Fassungen für die älteren Konsolengenerationen.
4Players gehörte zu jenen, die das Spiel mit „sehr gut“ bewerteten:

„Starke Assassin's-Creed-Episode, motivierendes Open-World-Spektakel: Eivors Abenteuer bietet keinen fehlerfreien, aber immer unterhaltsamen Mix aus Erkundung, Story, Kampf und Siedlungsbau – und sieht dabei stets klasse aus.“

Aufgrund zahlreicher Fehler in der Testversion wertete das deutschsprachige Computerspielemagazin GameStar um 5 Punkte ab.

„In Assassin’s Creed Valhalla steckt ein grandioses Assassinen-Wikinger-Actionspiel, das zu oft unter lahmem Open-World-Design begraben wird.“

Die GamePro wertet das Spiel aufgrund der technischen Probleme gar von 72 auf 65 Punkte ab. Sie bezeichnen das Spiel als gigantischen Rückschritt, „der zwar hübsch anzusehen ist, sich aber seelenlos und spaßbefreit anfühlt.“

„Klassische Sidequests hat Ubisoft hingegen größtenteils aus dem Spiel gestrichen. An ihrer Stelle rücken jetzt World Events, denen es deutlich an spielerischem Anspruch und Kreativität mangelt[…]“